# Kathedrale des heiligen Johannes des Täufers (Trnava)

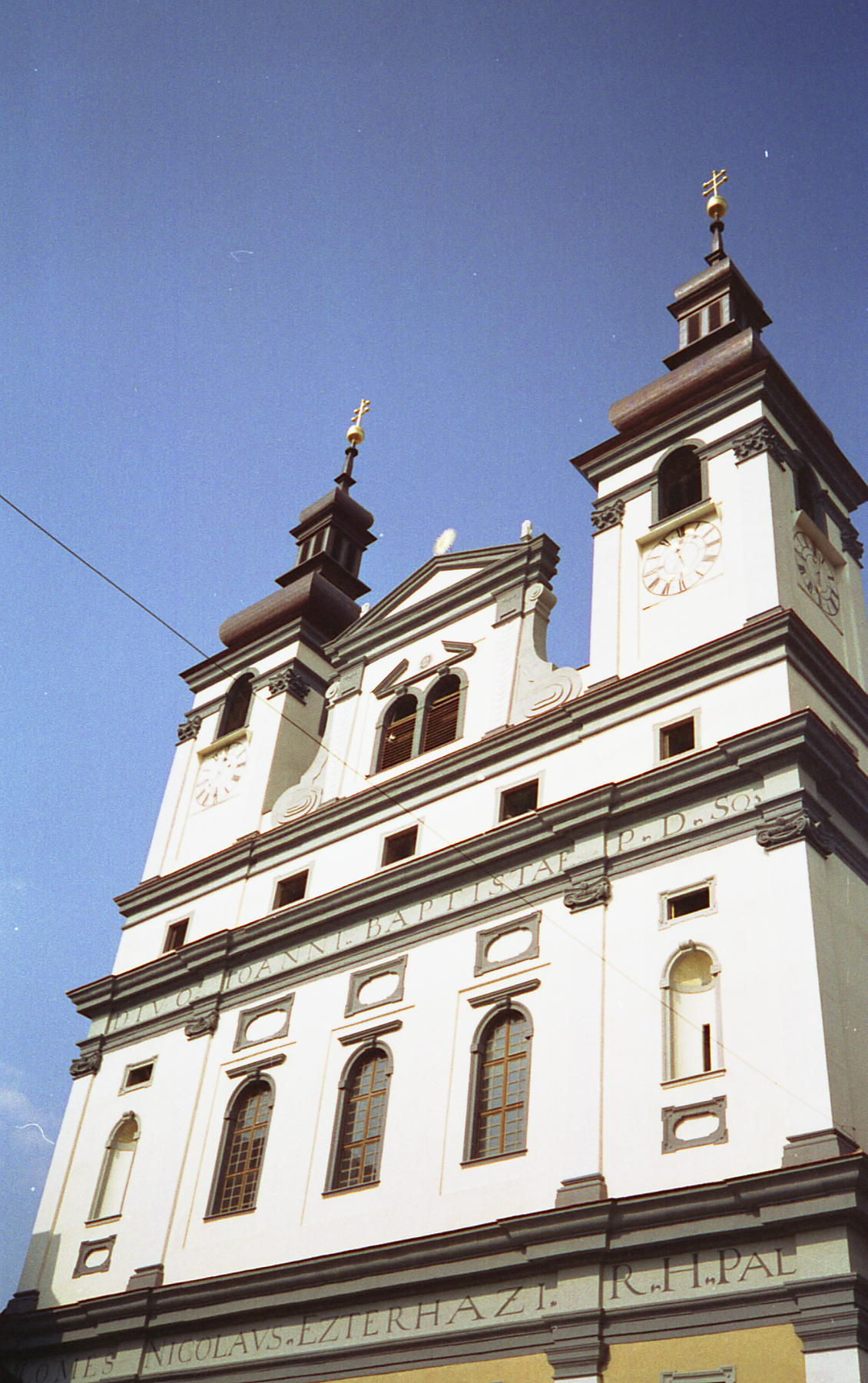
Turmfront der Kathedrale

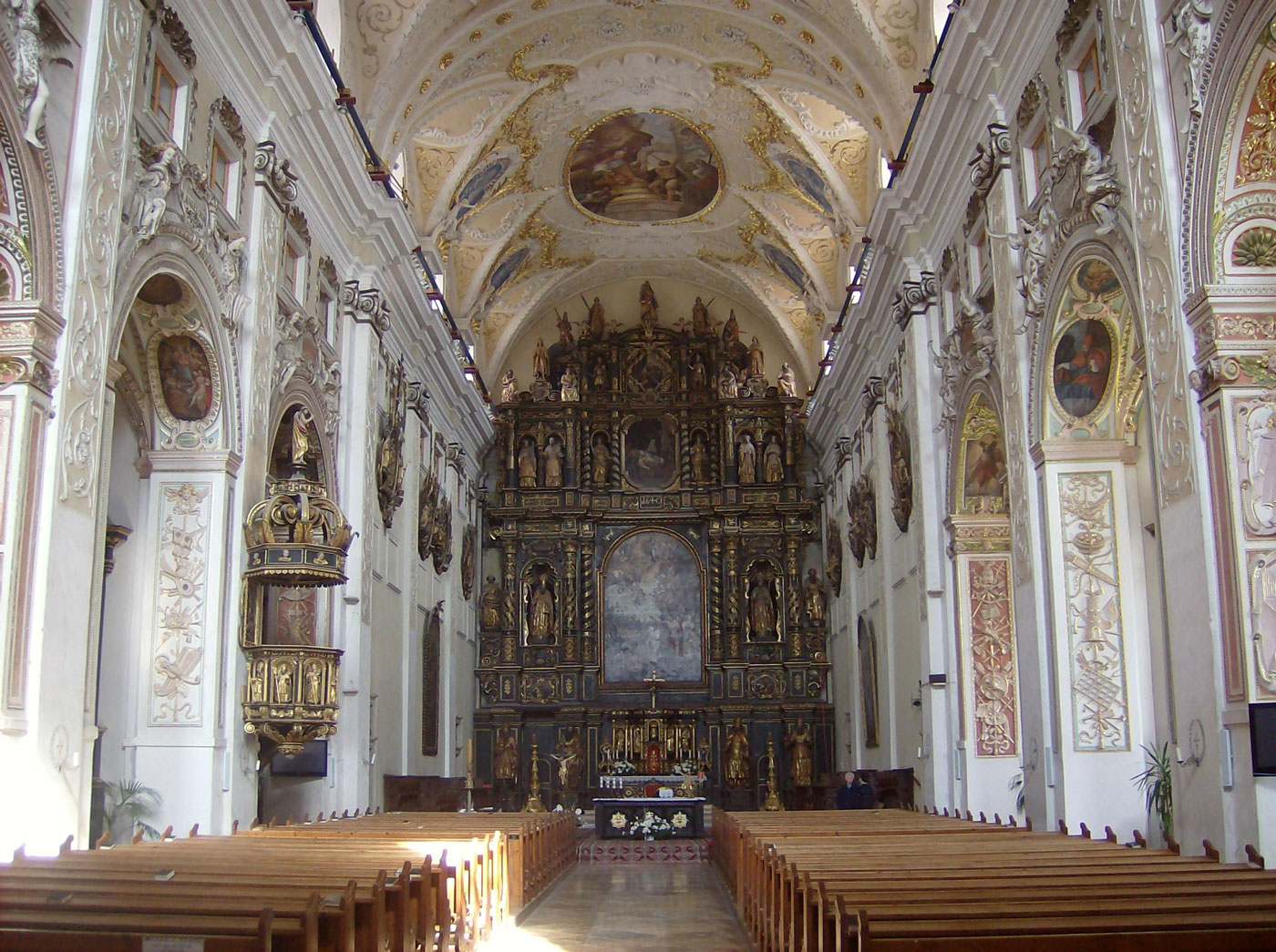
Inneres

Die Kathedrale des heiligen Johannes des Täufers (slowakisch Katedrála svätého Jána Krstiteľa) befindet sich in der Altstadt von Trnava/Tyrnau in der Westslowakei. Sie ist Johannes dem Täufer geweiht und ist die Kathedrale des Erzbistums Trnava.
Das Kirchengebäude ist die erste rein barocke Kirche in der heutigen Slowakei und war ursprünglich ein Teil des Gebäudekomplexes der alten Tyrnauer Universität, daher auch die alternative Bezeichnung Universitätskirche. Sie wurde von Jesuiten erbaut und gilt als das größte und künstlerisch bedeutendste Bauwerk der Gegenreformation in der Slowakei. Der Bau wurde vom Palatin Nikolaus Esterházy finanziert und 1629 bei den italienischen Architekten Antonio und Pietro Spazzio in Auftrag gegeben. Die noch nicht fertiggestellte Kirche wurde bereits 1637 geweiht.
Die Kathedrale ist eine Saalkirche mit Wandpfeilern, zwischen denen sich Kapellen befinden. Die repräsentative Doppelturmfront bildet den westlichen, die gerade Altarwand den östlichen Abschluss. Das Gebäude ist 61 Meter lang und 28 Meter breit. Über dem Hauptportal befinden sich ein Schild mit Figurinen sitzender Engel und das Steinwappen des Geschlechts Esterházy.
Der Hauptraum trägt ein Tonnengewölbe mit Lünetten, die Seitenkapellen Kreuzgewölbe.
Das Herzstück der Kathedrale ist das 1640 fertiggestellte holzgeschnitzte Altarretabel, das die gesamte Ostwand ausfüllt, ein Werk der österreichischen Meister B. Knilling und V. Knoth sowie des Tyrnauers V. Stadler und des Meisters Ferdinand von Cífer. Es ist 20,3 Meter hoch und 14,8 Meter breit. Die Ornamentik der Kirche ist das Werk der italienischen Stuckateure Giovanni Battista Rossi, Jacopo Tornini und Pietro Antonio Conti. Das Deckenfresko stammt von Carl Ritzch und Franz Johannes Graffenstein.
Die Kirche hatte ursprünglich nicht nur eine gottesdienstliche Funktion, sondern diente etwa bei Promotionen auch als Universitätsaula.
1978 wurde die Kirche zur Kathedrale des im Vorjahr errichteten Erzbistums Trnava erhoben. 2003 besuchte sie Papst Johannes Paul II.